# Spoorlijn Bayonne - Allées-Marines
De spoorlijn Bayonne - Allées-Marines is een Franse spoorlijn in Bayonne. De lijn is 4,0 km lang en heeft als lijnnummer 658 000.

## Geschiedenis
De lijn werd geopend door de Compagnie des Chemins de fer du Midi uitsluitend voor goederenvervoer op 18 april 1907. Op 3 mei 1993 werd het gedeelte tussen Marracq en Allées-Marines gesloten en nadien opgebroken.

## Aansluitingen
In de volgende plaatsen is een aansluiting op de volgende spoorlijnen:
Bayonne
RFN 655 000, spoorlijn tussen Bordeaux-Saint-Jean en Irun
Marracq
RFN 660 306, raccordement van Aïtachouria
lijn tussen Bayonne en Biarritz (tot 1922)

## Galerij

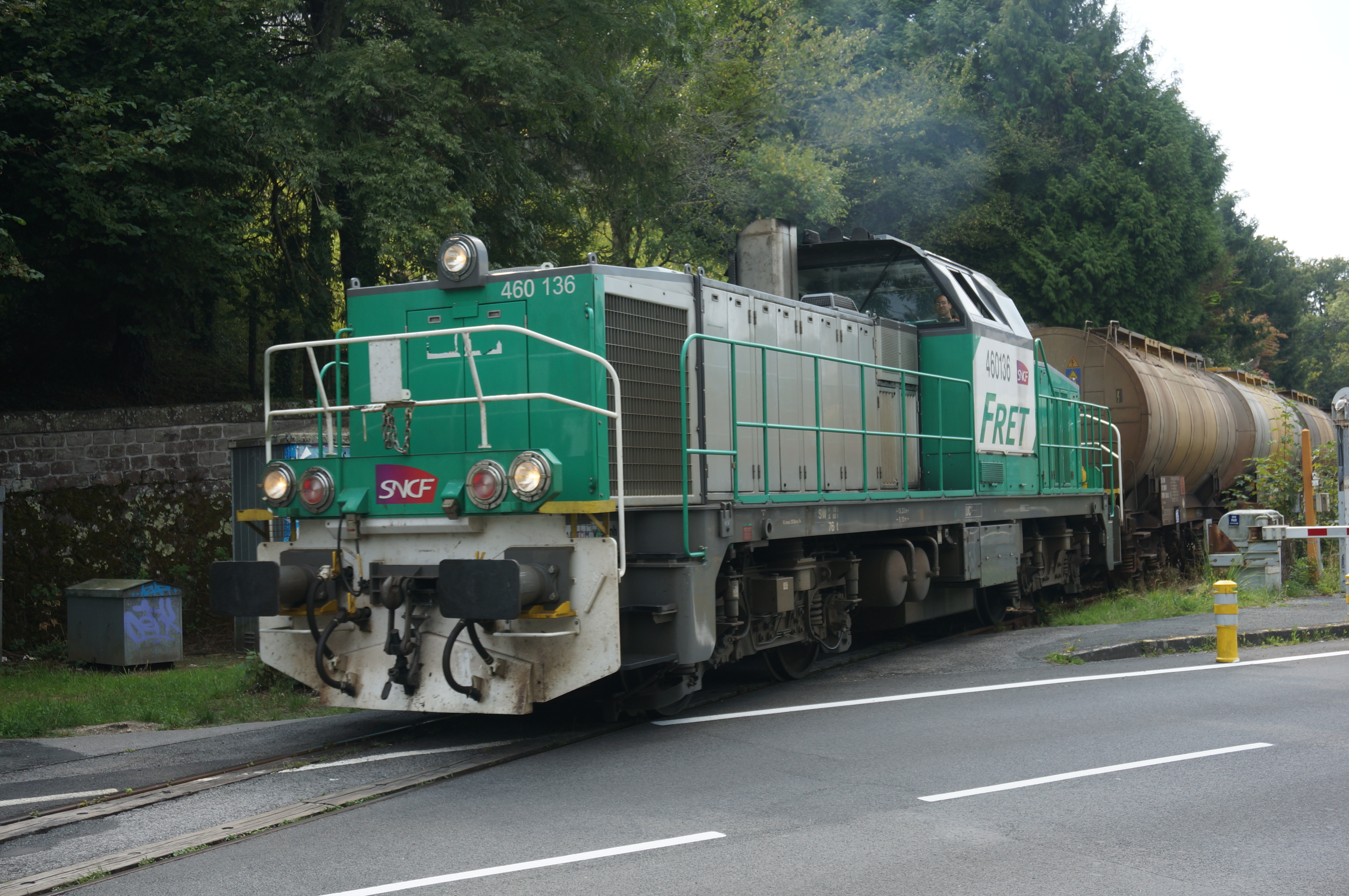
Goederentrein richting station Bayonne
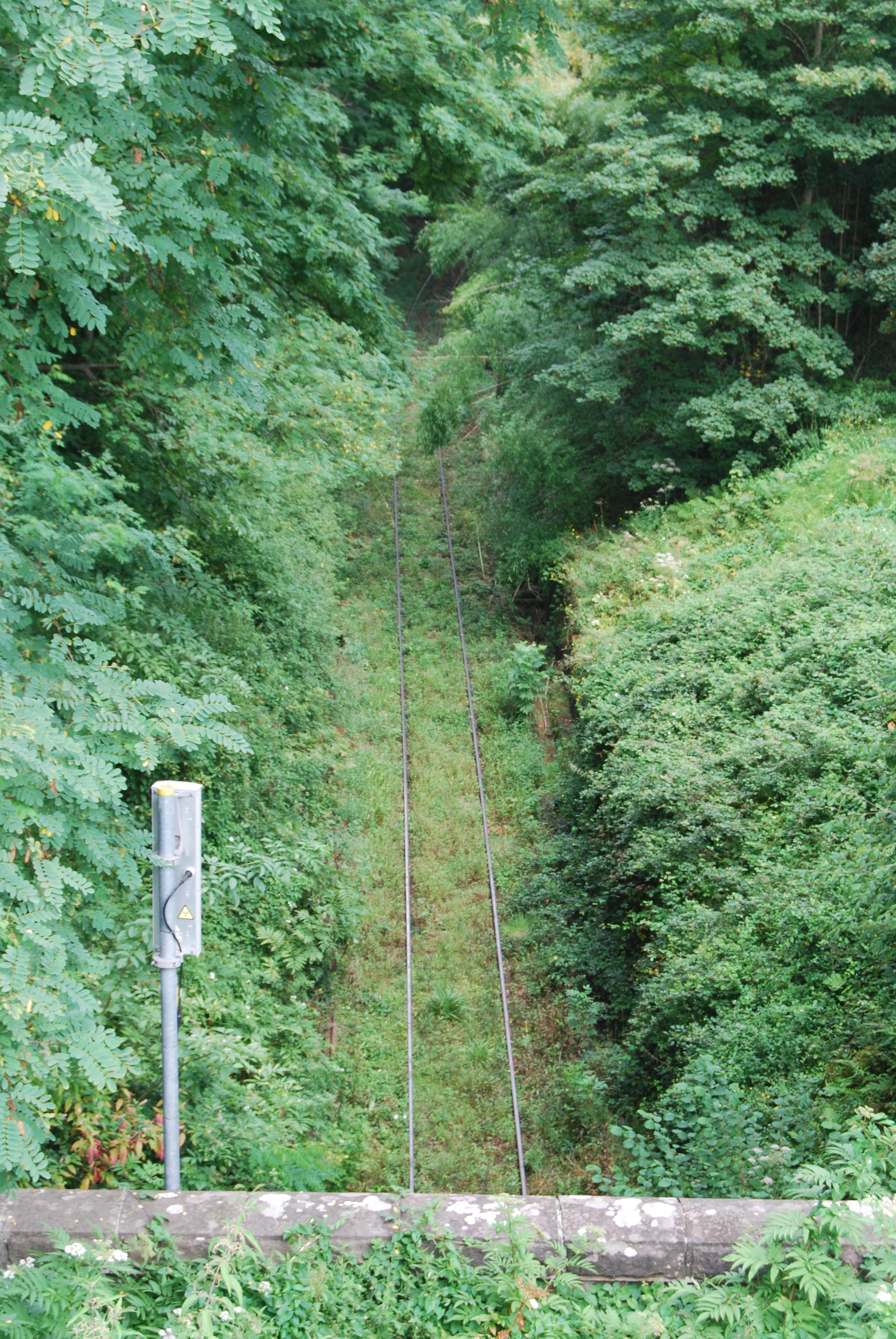
Portaal van de tunnel van Marracq